# Epiphragma (Eupolyphragma) fuscinotum
Epiphragma (Eupolyphragma) fuscinotum is een tweevleugelige uit de familie steltmuggen (Limoniidae). De soort komt voor in het Oriëntaals gebied.